# Östergötlands runinskrifter 237
Runinskrift Ög 237, är en runsten i Östra Stenby socken på Vikbolandet, Norrköpings kommun i Östergötland.

## Stenen
Stenen finns i parken vid Ållonö slott i socknens norra del, nära Bråviken. Den påträffades dock ursprungligen vid Enebytorpet, någon kilometer därifrån. Slottet, vid vars sydöstra flygelbyggnad stenen står rest, har tidigare visats upp som en sevärdhet, men är numera i privat ägo och hela området omges av taggtrådsstängsel.
Runstenen är av grå granit. Dess höjd är 2,63 meter och dess största bredd uppgår till 1,09 meter. På stenen finns en runslinga vars form liknar en orm, ehuru utan bevarat huvud. Inskriften, som består av normalrunor, börjar och slutar vid stenens topp. Det första ordet står på ormens stjärt, därefter löper inskriften ett motursvarv på den ristade sidan och återkommer till toppen.
Ristningen är mycket sliten och ett avsnitt på den högra sidan är bortslaget. Den har inte blivit ifylld med färg sedan 1978, och inte mycket sådan finns kvar. En översättning av runtexten följer på inskriften nedan:

## Inskriften
- Runsvenska: þu(r)(t)sin uk * sunui(þ)rR : þaiR : raistu : stin : þina : f... ...(r)l * bruþur sin[4]
- Nusvenska: "Torsten och Sunvid de reste denna sten efter Karl, sin broder."[3]

Den dödes namn tros alltså ha varit Karl, av vilket dock endast de två sista runorna, ...(r)l, finns kvar. Enligt Erik Brate, Östergötlands runinskrifter, är det sannolikt att denne Karl är identisk med den Karl som står omnämnd som resare på två andra runstenar i socknen: Ög 234 och Ög 235.